# Acacia ferruginea
Acacia ferruginea är en ärtväxtart som beskrevs av Dc. Acacia ferruginea ingår i släktet akacior, och familjen ärtväxter. IUCN kategoriserar arten globalt som sårbar. Inga underarter finns listade i Catalogue of Life.

## Bildgalleri

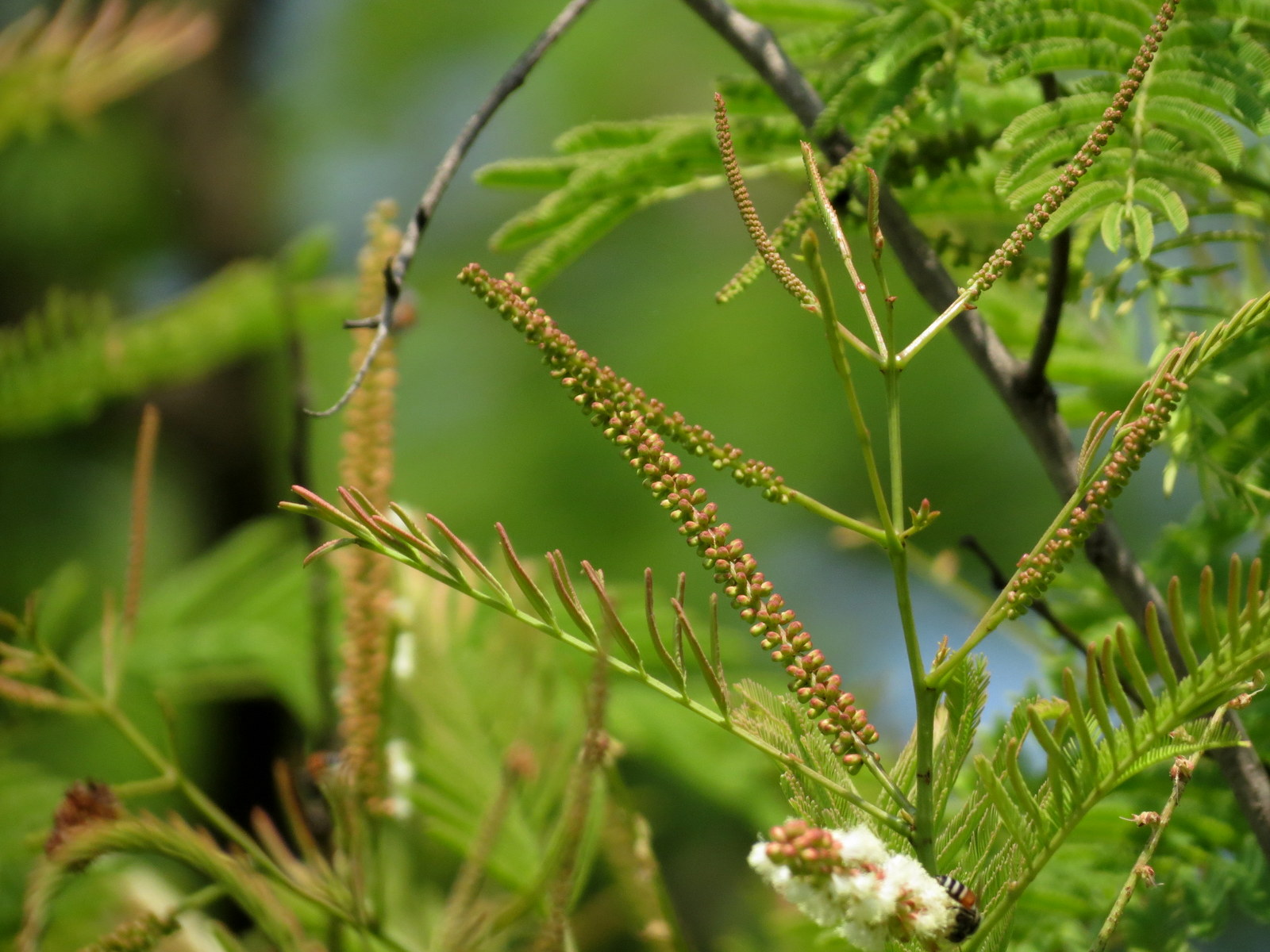
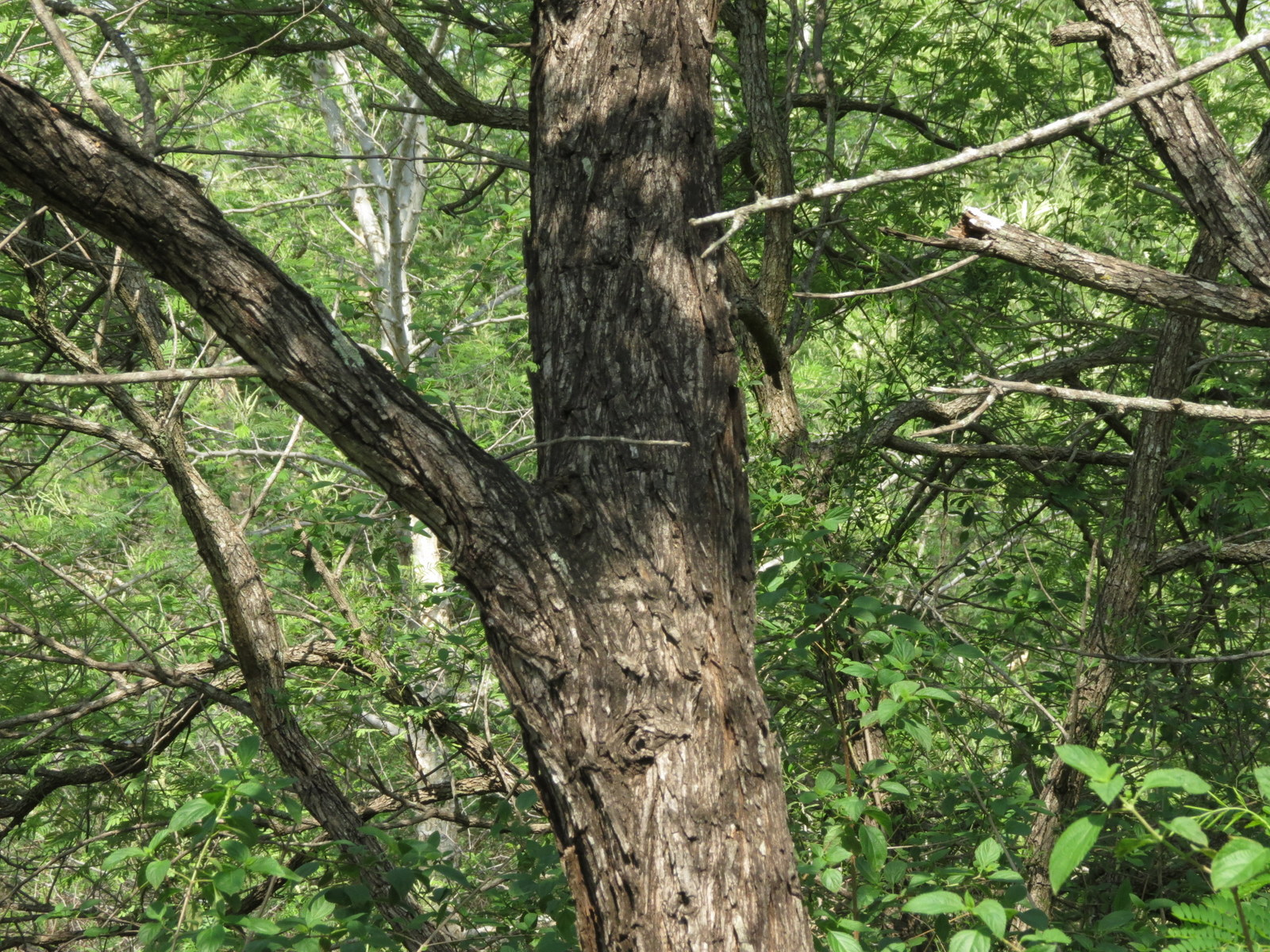
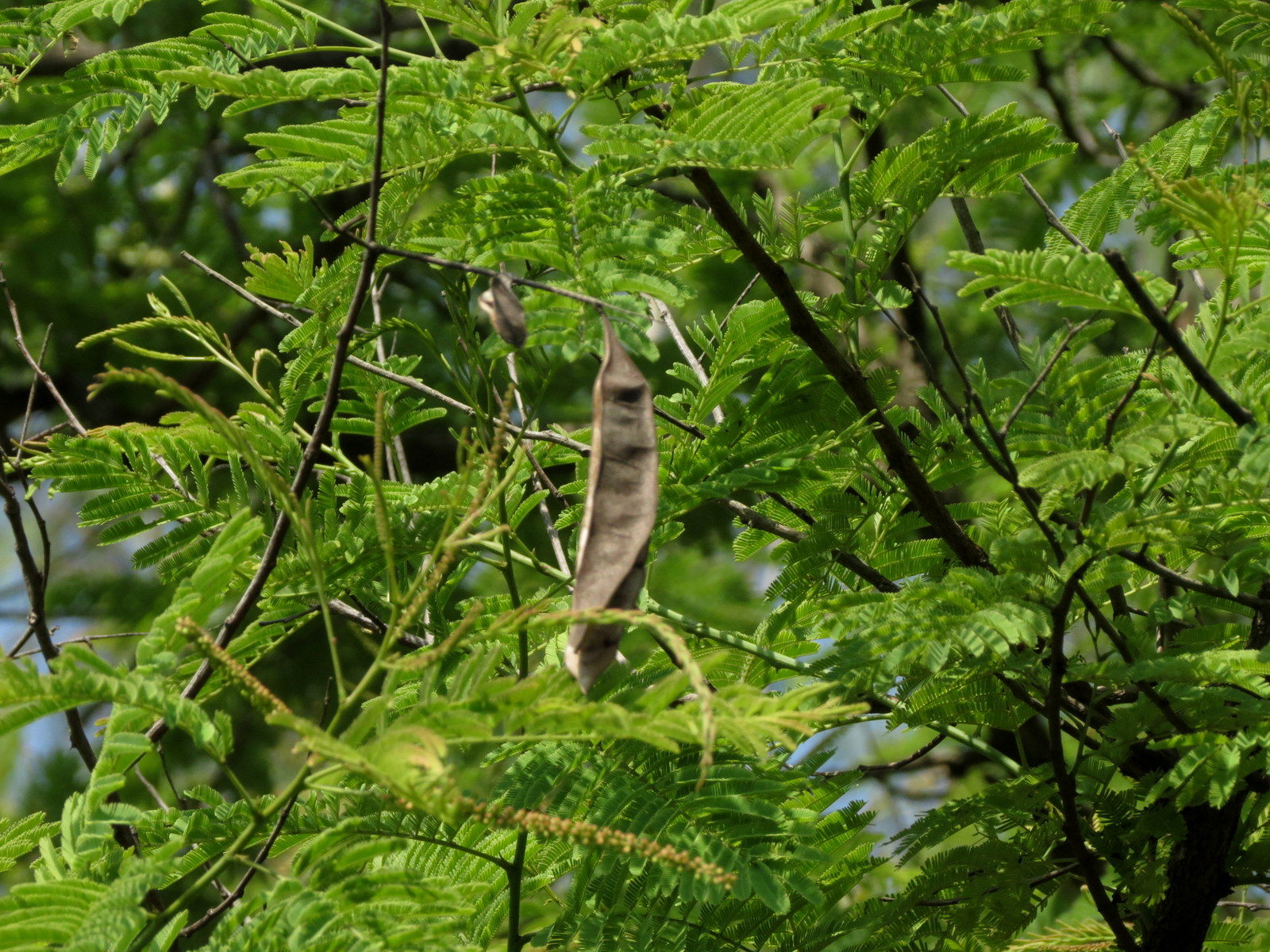